# Strzelanina w Buffalo
Strzelanina w Buffalo – zamach terrorystyczny, który miał miejsce 14 maja 2022 roku w supermarkecie Tops Friendly Markets w mieście Buffalo w stanie Nowy Jork w Stanach Zjednoczonych. Uzbrojony w karabin sprawca, 18-letni Payton Gendron, otworzył ogień w stronę ludzi w supermarkecie, zabijając 10 osób, a 3 inne raniąc. Napastnik przed atakiem napisał manifest, w którym zadeklarował się jako zwolennik białej supremacji.

## Przebieg i tło zamachu

### Tło
Strzelanina wydarzyła się w dzielnicy miasta Buffalo zamieszkałej w znacznej mierze przez ludność afroamerykańską. Tego dnia w supermarkecie przebywały głównie starsze osoby, w chwili ataku nie był on też szczególnie zapełniony ludźmi. Była to druga najkrwawsza strzelanina w historii stanu Nowy Jork zaraz po masakrze w Binghamton z 2009 roku, w której zginęło 14 osób, w tym zamachowiec, a 4 zostały ranne.
Począwszy od roku 2015 i kampanii wyborczej Donalda Trumpa, podczas której umocnił się nurt alt-right, USA i inne kraje zachodnie zaczęły mieć problem z przemocą skrajnie prawicową, w tym z masowymi zamachami w postaci strzelanin i akcjami dezinformacyjnymi w internecie. W Stanach Zjednoczonych największym zamachem powiązanym z alt-rightem była masakra w supermarkecie w El Paso w Teksasie z 2019 roku, kiedy śmierć poniosły 23 osoby.

### Przebieg
W dniu 14 maja 2022 roku około 14:30 czasu lokalnego zamachowiec wszedł na teren supermarketu Tops i ostrzelał ludzi na zewnątrz, zabijając pierwsze osoby, po czym wszedł do środka kontynuując zamach. Atak miał miejsce w dzielnicy zamieszkanej w dużej mierze przez osoby czarnoskóre, zwłaszcza społeczność afroamerykańską. Sprawca był uzbrojony w karabin Bushmaster XM-15, z którego strzelał podczas ataku; w samochodzie sprawcy znaleziono też strzelbę typu Savage i strzelbę Mossberga. Napastnik posiadał kamerę na hełmie na głowie, poprzez którą nadawał livestream z masakry. Kiedy dojechał na miejsce, powiedział widzom, że przyjechał na miejsce po prostu, by tego [zamachu] dokonać.
Po przybyciu przed supermarket oddał strzały w stronę 4 osób, 3 z nich zginęły; wśród zabitych we wnętrzu supermarketu było następnych 7 osób, w tym strażnik ochrony i policjant wraz z klientami, a napastnika chwilę później ujęli inni policjanci, którzy przybyli na miejsce.

## Ofiary strzelaniny
Lista ofiar strzelaniny:

1. Celestine Chaney (lat 65)
2. Roberta Drury (lat 32)
3. Andre Mackneil (lat 53)
4. Katherine Massey (lat 72)
5. Margus Morrison (lat 52)
6. Heyward Patterson (lat 67)
7. Aaron Salter (lat 55)
8. Geraldine Talley (lat 62)
9. Ruth Whitfield (lat 86)
10. Pearl Young (lat 77)

Łącznie 13 osób – 11 czarnoskórych i 2 białe – zostało trafionych z broni palnej przez napastnika, 10 z nich zginęło. Na dzień 15 maja, dzień później, 2 spośród osób rannych dalej przebywały w szpitalu Erie County Medical Center i były w stanie stabilnym.

## Śledztwo
Szeryf hrabstwa Erie John Garcia powiedział, że strzelanina była rasowo motywowaną zbrodnią nienawiści popełnioną przez kogoś spoza naszej społeczności. Nadzorujący lokalnym oddziałem FBI Stephen Belongia powiedział reporterom telewizyjnym, że strzelanina była zarówno zbrodnią nienawiści, jak i rasowo motywowanym brutalnym ekstremizmem. Ustalono, że sprawca został aresztowany dokładnie o godzinie 14:36, 6 minut po tym jak po raz pierwszy otworzył ogień, a portal Twitch przerwał jego transmisję z masakry co najmniej 2 minuty po otwarciu przez niego ognia.
Służby poinformowały też, że rodzice napastnika współpracują z władzami i zostali przesłuchani przez agentów federalnych.

## Sprawca
Sprawcą strzelaniny był 18-letni biały suprematysta Payton Gendron, urodzony 20 czerwca 2003 roku. W momencie ataku był ubrany w wojskowy kamuflaż, a w internecie zamieścił przed atakiem manifest, w którym nawiązał do teorii spiskowej rzekomego ludobójstwa białych przez inne rasy ludzi i nawiązywał do skrajnie prawicowych terrorystów. Nie pochodził on z okolic miasta Buffalo i dojechał z odległego miasta na miejsce późniejszej strzelaniny.
W manifeście sprawca nawiązał także do wielu teorii spiskowych, w tym tych odnośnie do pandemii COVID-19 oraz umieścił w nim nawiązania do memów internetowych (Sam Hyde) i kontrowersyjnych imageboardów (4chan), z których te ostatnie wymienił jako decydujący czynnik w jego radykalizacji.
Gendron w 2021 roku ukończył liceum Susquehanna Valley High School i w momencie ataku był zapisany do szkoły wyższej SUNY Broome Community College w pobliskim Binghamton. Zdaniem jego kolegów z czasów liceum Gendron wyjawiał od dawna dziwne zachowania, m.in. przychodził na lekcje w skafandrach lub kostiumach ochronnych. W czerwcu 2021 roku zagroził szkole dokonaniem w niej masakry, w wyniku czego został skierowany na badania psychiatryczne. Śledczy ustalili, że nastolatek od dawna fascynował się atakami skrajnie prawicowych ekstremistów, a także zbrodniami szaleńców niezwiązanymi z działaniami politycznymi. Dzień po ataku, rozpowszechnianie w jakiejkolwiek formie manifestu sprawcy zostało zakazane w Nowej Zelandii, która została w 2019 roku dotknięta zamachami w Christchurch, na których wzorował się sprawca ataku w Buffalo.

## Proces sprawcy
W dniu 14 maja, czyli jeszcze tego samego dnia, sprawca został postawiony przed sądem w Buffalo. Postawiono mu zarzut zabójstwa pierwszego stopnia, ale sprawca nie przyznał się do niego i milczał przez cały czas trwania rozprawy.
Departament Sprawiedliwości USA wszczął dochodzenie w sprawie zbrodni nienawiści motywowanej rasowo na poziomie federalnym.

## Reakcje
Prezydent Stanów Zjednoczonych Joe Biden wraz z małżonką złożyli kondolencje rodzinom zabitych, podobnie jak gubernatorka stanu Nowy Jork Kathy Hochul. Prezydent Biden później odniósł się jeszcze raz do wydarzenia kiedy przemawiał podczas uroczystości ku czci pamięci policjantów zabitych na służbie podczas różnych akcji policyjnych – nazwał nienawiść wynikającą ze skrajnych idei plamą na duszy Ameryki i wezwał do walki z nią. Portal Twitch, wykorzystany przez sprawcę jako portal do transmitowania tej zbrodni, wydał oświadczenie, w którym przeprosił za zaistniałą sytuację, a przedstawiciele Twitcha powiedzieli, że jakakolwiek próba powielania i kopiowania livestreamu spotka się ze zdecydowanymi działaniami i zbanowaniem użytkownika ze strony administracji portalu. Portal Twitch został wcześniej użyty przez sprawcę zamachu na synagogę w Halle w Niemczech z 2019 roku do nagrywania jego ataku.
W dniu 17 maja, 3 dni po ataku, prezydent Joe Biden odwiedził miejsce ataku. Spotkał się też z rodzinami osób zabitych w strzelaninie i z ocalałymi z niej. Następnie prezydent wygłosił przemowę, podczas której powiedział:

Biała supremacja jest trucizną. Jest trucizną... biegnącą przez nasze ciało polityczne. [...] Trzeba powiedzieć tak jasno, jak i z całą mocą, że w Ameryce nie ma miejsca na ideologię białej supremacji. W żadnym wypadku. [...] Zło nie zwycięży w Ameryce, przysięgam Wam. [...] Zło zawitało do Buffalo i zawitało już do zbyt wielu miejsc, manifestując się w postaci strzelców masakrujących niewinnych ludzi w imię ich nienawistnych i dziwacznych ideologii, przesyconych strachem i rasizmem.

### Dezinformacja
Po ataku niektóre prawicowe lub też konserwatywne media telewizyjne oraz internetowe w USA zaczęły unikać nadawania zbrodni w Buffalo charakteru rasistowskiego, a niektóre prawie w ogóle o niej nie informowały.
W reakcji na atak kilku skrajnie prawicowych dziennikarzy zaczęło negować neonazistowskie poglądy strzelca, a zamiast nich obwiniać za atak liberałów, agentów FBI, a także quasi-subkulturę furries; kandydatka na gubernatorkę Georgii Kandiss Taylor przygotowała nawet wzór specjalnej ustawy zakazującej publicznego demonstrowania przynależności do subkultury. Pogłoska ta rozeszła się ze względu na sytuację z livestreama sprawcy, który sekundy przed atakiem przeglądał na telefonie przerobione na furry-pornografię zdjęcia postaci z bajki Marta mówi, co wychwycili użytkownicy mediów społecznościowych.
Działaczka Partii Republikańskiej z Arizony Wendy Rogers napisała w reakcji na atak w mediach społecznościowych, że atak był operacją pod fałszywą flagą i nigdy się nie wydarzył, co wywołało oburzenie; podobnych dezinformacji negujących fakt wydarzenia się tego zamachu odnotowano więcej.
Rosyjska propaganda rządowa, relacjonując masakrę, usiłowała powiązać sprawcę masakry w Buffalo z ukraińskim pułkiem Azow broniącym zakładów Azowstal w Mariupolu podczas wojny na Ukrainie. Jako rzekomy dowód wykorzystano neonazistowski symbol czarnego słońca noszony przez zamachowca, który propaganda w Rosji powiązała z symbolem pułku Azow. Ukraińskie Centrum Przeciwdziałania Dezinformacji zapewniło, że pułk Azow nie miał żadnych powiązań z nastoletnim Paytonem Gendronem.